# Ernesto Córdoba Campos (Panamá)
Ernesto Córdoba Campos es uno de los 26 corregimientos del distrito de Panamá, ubicado al norte del área metropolitana de la Ciudad de Panamá. Se sitúa al norte del distrito, y colinda con los corregimientos de Las Cumbres, Alcalde Díaz y Pedregal, así como los corregimientos de Rufina Alfaro y Belisario Frías del distrito de San Miguelito. La cabecera del corregimiento es Villa Zaita.
Fue creado mediante la Ley N.º 42 de 10 de julio de 2009, siendo segregado del corregimiento de Las Cumbres. Su nombre recibe del dirigente y diputado local (fallecido en 1999) que colaboró en mejores condiciones para los habitantes del área en la década de 1980.